# Eherecht (Schweiz)
Das Schweizer Eherecht ist in den Artikeln 90 bis 251 des schweizerischen Zivilgesetzbuches (ZGB) geregelt und ist seit 1988 nach dem Grundsatz der Gleichberechtigung von Frau und Mann aufgebaut.

## Geschichte
Die Ehe war auf Schweizer Gebiet bereits im germanischen Stammesrecht geregelt. Es war eine sog. Kaufehe: Der Mann erwarb die Verfügungsgewalt über die Frau mittels Kaufpreis. Auch die Vielehe war zugelassen. Die Christianisierung der Schweiz führte zu einer gewissen Liberalisierung: Es war nun gegenseitiges Einverständnis erforderlich. Allerdings bedurfte es auch des kirchlichen Einverständnisses in vielen Bereichen des Eherechts, das als solches von der katholischen Kirche gesetzt wurde. Es war ein patriarchalisches Recht, für Streitigkeiten waren kirchliche Gerichte zuständig und Scheidung war verboten. Nach der Reformation wurde in den reformierten Kantonen zumindest die Scheidung (jeweils mit Einverständnis der Kirche) legalisiert. 1875 wurde die Scheidung in der ganzen Schweiz durch weltliches Bundesrecht legalisiert und die Zivilehe für obligatorisch erklärt.

## Verlöbnis
Wenn sich zwei Personen gegenseitig versprechen zu heiraten, handelt es sich dabei um ein Verlöbnis (Art. 90 ZGB). Das Verlöbnis kann an aufschiebende oder auflösende Bedingungen geknüpft werden, solange es nicht sittenwidrig ist. Die praktische Bedeutung des Verlöbnisses ist eher gering. Es wurden in den letzten Jahren kaum Gerichtsfälle wegen Verlöbnissen ausgetragen. Eine Ehe kann aufgrund eines Verlöbnisses nicht erzwungen werden (Art. 90 Abs. 3 ZGB). Es dürfen keine Konventionalstrafen für den Fall einer Nicht-Heirat vorgesehen werden.
Ein Verlöbnisvertrag ist an keine gesetzlichen Formvorschriften gebunden. Das heisst, dass er auch mündlich abgeschlossen werden kann. Die Parteien müssen handlungsfähig sein (Art. 13 ZGB). Gemäss Art 90 Abs. 2 ZGB können sich minderjährige Personen mit Zustimmung ihrer gesetzlichen Vertreter rechtsgültig verloben. Eine weitere Voraussetzung für eine gültige Verlobung ist das Fehlen von Ehehindernissen wie Verwandtschaft (Art. 95 ZGB) oder eine vorbestehende Ehe (Art. 96 ZGB). Eine vorbestehende eingetragene Partnerschaft macht ein Verlöbnis ebenfalls unmöglich.
Das Verlöbnis ist durch einseitige Willenserklärung oder gemeinsames Einverständnis auflösbar. Kommt die Eheschliessung nicht zustande, dann kommt es zu einer gegenseitigen Rückerstattungspflicht für Geschenke (Art. 91 ZGB). Gegenstand der Rückforderung sind nur grössere Geschenke. Sind die Geschenke nicht mehr vorhanden oder zum Beispiel weiterveräussert, dann muss im noch vorhandenen Umfang zurückerstattet werden (Art. 91 Abs. 2 in Verbindung mit Art. 62 ff. OR).

## Voraussetzungen
Um eine Ehe eingehen zu können, muss man das 18. Altersjahr erreicht haben. Die Ehe für Gleichgeschlechtliche Paare wurde bei einer Referendumsabstimmung am 26. September 2021 von der Bevölkerung angenommen. Falls man kein Schweizer Bürger ist, muss man bis zur Trauung beweisen können, dass man in der Schweiz ein Aufenthaltsrecht besitzt.
Für eine Heirat muss man urteilsfähig sein und darf nicht bereits verheiratet oder in einer eingetragenen Partnerschaft leben. Der Partner darf nicht aus der nahen Verwandtschaft sein.
Um den Bund der Ehe eingehen zu können, muss ein Gesuch beim Zivilstandesamt eingereicht werden. Dies wird dort geprüft und es wird bestätigt, ob eine Heirat möglich ist. Das Paar muss persönlich bestätigen, dass sie alle Voraussetzungen für eine Ehe erfüllen.
Bevor die freiwillige kirchliche Trauung möglich ist, muss die zivile Heirat bereits erfolgt sein.
Bei der Trauung müssen zwei urteilsfähige, mündige Trauzeugen anwesend sein, welche zusätzlich zum Brautpaar den Eintrag ins Eheregister unterschreiben.

## Rechte und Pflichten
In einer Ehe hat man folgende Rechte und Pflichten:
- Sobald beide Partner die Volljährigkeit erlangt haben, ist es in der Schweiz gestattet, zu heiraten.
- Die Eheschliessung darf nicht erzwungen werden. Jeder Mensch darf seine Partnerin oder seinen Partner frei wählen.
- Beide Ehegatten müssen den Willen des Anderen berücksichtigen. Unter Berücksichtigung der Persönlichkeit des Partners handeln sie zum Wohle der Ehelichen Gemeinschaft.
- Beide Ehegatten haben das gleiche Recht, die Stimme des Mannes hat genau gleich viel Gewicht wie die der Frau.
- Es gibt in der Ehe keine Aufgaben, welche geschlechtsabhängig sind. Alle Aufgaben in der Ehe müssen untereinander abgesprochen werden.
- Auch beim Familienunterhalt gibt es keine geschlechtsabhängigen Aufgaben. Die Ehepartner können sich durch Absprachen einigen, wer wie viel zum Unterhalt der Familie beiträgt.
- Beide Ehepartner haben dieselben Pflichten in Bezug auf die Kinder (d. h. zu betreuen, zu erziehen und zu pflegen).
- Wer seinen Ehepartner körperlich belästigt, macht sich strafbar.
- Wenn eheliche Pflichten verletzt werden oder es Uneinigkeiten in der Ehe gibt, kann ein Gericht um Vermittlung gebeten werden.
- Beide Ehegatten haben die Möglichkeit, sich scheiden zu lassen. Wenn dies beide möchten, können sie diese zusammen einreichen. Möchte nur ein Ehepartner die Scheidung, kann er beim Gericht auf Scheidung klagen.[4]

Die Ehepartner sind grundsätzlich gleichberechtigt und unterstehen der Treuepflicht. Sie haben die Pflicht, den Ehepartner bzw. die Ehepartnerin zu unterstützen (Beistandspflicht). Sie sind verpflichtet, einander Auskunft über das Vermögen und über allfällige Schulden zu geben (Auskunftspflicht).
Sind Kinder vorhanden, so haben beide Elternteile für diese zu sorgen, d. h. sie teilen das Sorgerecht je zur Hälfte. Das alleinige Sorgerecht ist in der Schweiz eher selten und wird nur unter besonderen Umständen gewährt. Voraussetzungen für das alleinige Sorgerecht in der Schweiz ist die unter anderem die Kindeswohlgefährdung. Liegen schwerwiegende Gründe wie Kindesmisshandlung oder körperliche Misshandlung durch einen Elternteil vor, kann ein Elternteil das alleinige Sorgerecht beantragen. Weitere Gründe sind schwerwiegende und fehlende Erziehungskompetenz und Fehlverhalten wie Tobsuchtsanfälle oder eine staatsfeindliche Erziehung sowie Kindesvermögensgefährdung durch die Verwendung der Sparanlagen des Kindes. Aber auch Vernachlässigung, schwere Alkohol- oder Drogenabhängigkeit, eine Haftstrafe oder ein gefährliches Umfeld sind Gründe, um einem Elternteil das alleinige Sorgerecht zuzusprechen. Die Kinder müssen in einer gemeinsamen Wohnung mit den Eltern leben.

## Familienname
Seit 1. Januar 2013 behalten bei einer Heirat grundsätzlich beide Partner ihren eigenen Familiennamen. Das Paar hat aber auch die Möglichkeit, sich für einen der beiden Namen als gemeinsamen Familiennamen zu entscheiden. Der klassische Doppelname – ein Partner (üblicherweise der Mann) behält seinen Namen, der andere stellt seinen eigenen Familiennamen dem Namen des Partners voran – ist nicht mehr möglich. Sollen beide Familiennamen behalten werden, besteht die Möglichkeit, gemeinsam einen sogenannten Allianznamen anzunehmen wie z. B. Hefti-Marti. Behalten die Ehepartner ihre jeweiligen Namen, können sie jeden der Namen zum Familiennamen zukünftiger gemeinsamer Kinder bestimmen. Bei einem gemeinsamen Familiennamen übernehmen Kinder diesen automatisch.

## Einbürgerung des Ehepartners
Um die Schweizer Nationalität zu erlangen, muss man mindestens 3 Jahre eine Ehe mit einem Schweizer oder einer Schweizerin geführt haben. Ebenfalls muss die Person mindestens 5 Jahre in der Schweiz leben bzw. gelebt haben. Voraussetzung ist, dass er/sie das letzte Jahr in der Schweiz wohnhaft war. Wenn ein Ehepartner im Ausland lebt, muss die Ehe seit mindestens 6 Jahren bestehen. Die Ehepartner müssen eine Verbindung zur Schweiz haben und dessen Rechte und Sicherheit nicht verletzen.

## Religion der Kinder
Nach Art. 303 ZGB entscheiden die Eltern, welche Religion das Kind einnimmt. Ab dem vollendeten 16. Lebensjahr entscheiden die Kinder selbst.

## Güterstände einer Ehe
Mit den Güterständen wird festgelegt, wem was in der Ehe gehört. Ebenfalls wird festgelegt, wie Vermögen und Schulden bei Scheidung oder Tod aufgeteilt werden. Es gibt in der Schweiz drei Güterstände: Errungenschaftsbeteiligung, Gütergemeinschaft und Gütertrennung.

### Errungenschaftsbeteiligung/Zugewinngemeinschaft
Wenn das Ehepaar nichts anderes vereinbart, gilt der ordentliche Güterstand der Errungenschaftsbeteiligung:
- Die Ehepartner haben ein getrenntes Vermögen.
- Sie bleiben Eigentümer des Eigenguts. Alle Güter, die sie während der Ehe einbringen, erben oder während der Ehe als persönliches Geschenk bekommen, verwalten sie separat.
- Das Ersparte während der Ehe („Errungenschaft“, z. B. Gehalt, Zinsen, Vorsorgebeiträge) wird von den Eheleuten unabhängig voneinander genutzt und verwaltet.
- Grundsätzlich haftet jeder Ehepartner nur für die eigenen Schulden mit dem gesamten eigenen Vermögen, ausser der andere Ehepartner war mit der Verpflichtung einverstanden oder es handelte sich um Ausgaben für den täglichen Bedarf.

### Gütergemeinschaft
Voraussetzung für einen Güterstand ist ein Ehevertrag. Während der Ehe sind drei Kategorien von Gütern, so genannte Gütermassen vorhanden:
1. diejenigen der Ehegattin (Eigengut)
2. diejenigen des Ehegatten (Eigengut)
3. diejenigen, welche beiden gehören (Gesamtgut)

Das Gesamtgut beinhaltet das Vermögen und das Einkommen der Eheleute. Dies gehört beiden ungeteilt, es wird von beiden verwaltet und im Falle einer Auflösung des Güterstands zwischen Ehefrau und Ehemann aufgeteilt. Ausnahmen sind persönliche Gegenstände, die im Ehevertrag als Eigengut gekennzeichnet sind.
Im Falle von Schulden haftet der Ehepartner grundsätzlich nur mit der Hälfte des Gesamtgutes und allenfalls mit seinem Eigengut. In manchen Fällen muss ein Ehegatte aber mit dem ganzen Gesamtgut haften.

### Gütertrennung
Es gibt keine Gütergemeinschaft, somit gibt es keine gemeinsamen Güter oder Schulden. Sie bleiben Eigentümer der eigenen Güter und verwalten sie selbst. Somit gibt es bei der Beendigung der Ehe auch keine Aufteilung. Die Gütertrennung kann von den Eheleuten durch einen Ehevertrag festgelegt werden. Ein Ehevertrag muss von einer Notarin oder einem Notar beurkundet werden.

### Güterrechtliche Auseinandersetzung
Eine güterrechtliche Auseinandersetzung erfolgt bei:
- Scheidung oder Trennung
- Tod eines Ehegatten
- Vereinbarung eines anderen Güterstandes
- Ungültigerklärung der Ehe

Bei der güterrechtlichen Auseinandersetzung werden die in die Ehe eingebrachten oder während der Ehe gekauften Vermögenswerte (Möbel, Liegenschaften, Geld, Wertpapiere) auf die beiden Eheleute aufgeteilt. Wenn Schulden vorhanden sind, muss abgeklärt und festgehalten werden, wer sie übernimmt.

## Vorteile einer Ehe gegenüber dem Konkubinat
Vorteile der Ehe gegenüber dem Konkubinat sind die finanzielle Absicherung und das erleichterte Erben im Todesfall des Partners. Bei einem Partner oder einer Partnerin mit einer anderen Nationalität bekommt dieser oder diese die Aufenthaltsbewilligung in der Schweiz. In der Ehe haben beide Elternteile automatisch das Sorgerecht für die Kinder. Als Ehepaar ist die Adoption von Kindern möglich. Im Falle eines Unfalls oder eines Krankheitsfalls hat der Ehegatte das Recht auf ärztliche Informationen.